# Maria-Hilf-Kirche (Konstanz)

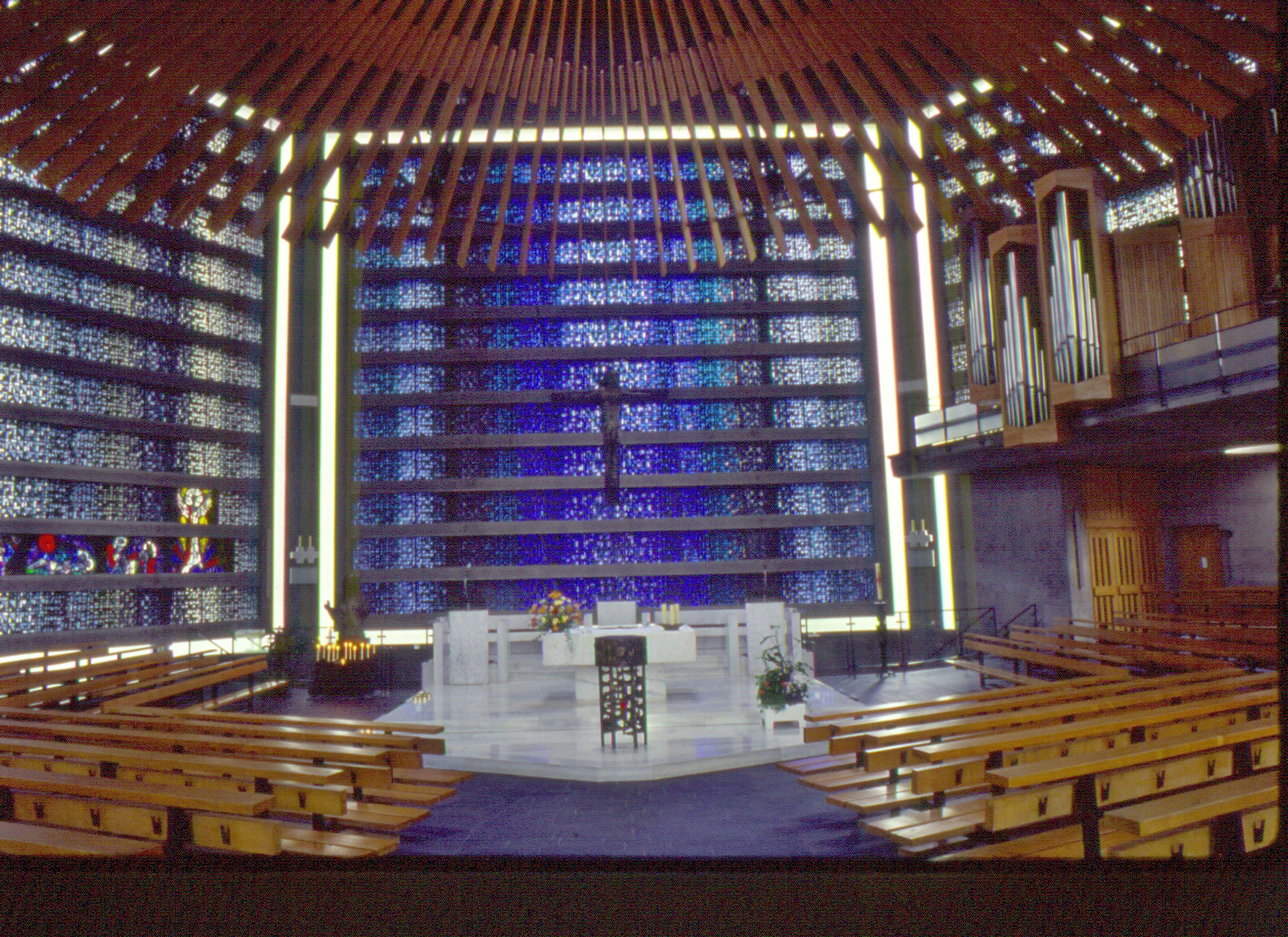
Innenraum

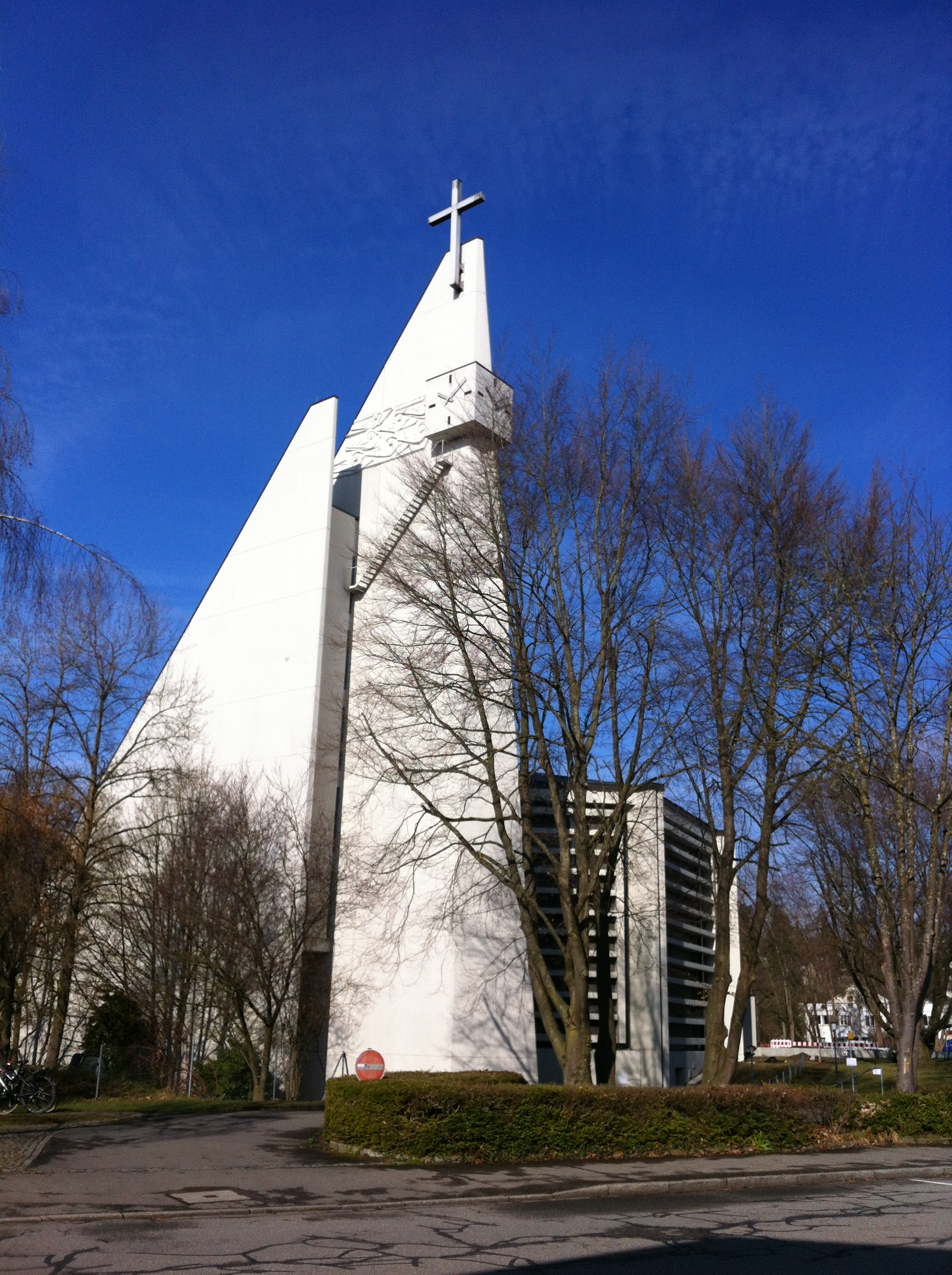
Kirche Maria Hilf in Konstanz

Die Maria-Hilf-Kirche ist ein römisch-katholisches Kirchengebäude in Konstanz. Sie gehört zur Katholischen Kirchengemeinde St. Georg – Maria Hilf im Dekanat Konstanz der Erzdiözese Freiburg.

## Geschichte und Architektur
Am 1. August 1963 wurde aus Teilen der Konstanzer Pfarrgemeinden St. Georg in Allmannsdorf und St. Gebhard in Petershausen die neue Pfarrei Maria hilf der Christenheit gegründet; 1967 wurde hierzu an der Schnittstelle der beiden Gemarkungen an der Mainaustrasse eine neue Pfarrkirche fertiggestellt und eingeweiht.
Der Kirchenbau wurde von dem Architekten Franz Hitzel entworfen, maßgeblich beeinflusst durch die Liturgiereform nach dem Zweiten Vatikanischen Konzil. Hitzel verzichtete auf die übliche Langform von Kirchen und orientierte sich für die Anlage des Kirchenraums, bei dem sich die Gemeinde um den Altar und Priester zur Feier des Gottesdienstes versammelt, an der Urform jeder menschlichen Versammlung, der Kreisform. Dementsprechend ist die Maria-Hilf-Kirche ein sechseckiger Bau, dessen Wände maßgeblich aus farbigem Glas gestaltet sind.
Die Orgel von 1968 mit 27 Registern stammt von der Fa. Johannes Klais Orgelbau Bonn (Opus 1408).
In dem nach Art eines Campanile frei stehenden Glockenturm sind vier Kirchenglocken untergebracht, die 1974 von der Glockengießerei Bachert (damals Heilbronn) gegossen wurden; sie haben folgende Daten:
| Glocke | Durchmesser | Gewicht  | Schlagton |
| ------ | ----------- | -------- | --------- |
| 1      | 1365 mm     | 1560 kg0 | e'+4      |
| 2      | 1079 mm     | 760 kg   | g’+2      |
| 3      | 0901 mm     | 440 kg   | b’+3      |
| 4      | 0794 mm     | 318 kg   | c"+3      |